# Camponotus pylorus
Camponotus pylorus är en myrart som beskrevs av Santschi 1920. Camponotus pylorus ingår i släktet hästmyror, och familjen myror. Inga underarter finns listade.